# منبراء كود الرعيان (تبن)

تعديل مصدري - تعديل

منبراء كود الرعيان هي إحدى قرى عزلة الحوطة بمديرية تبن التابعة لمحافظة لحج، بلغ تعداد سكانها 205 نسمة حسب تعداد اليمن لعام 2004.